# Dan Nave

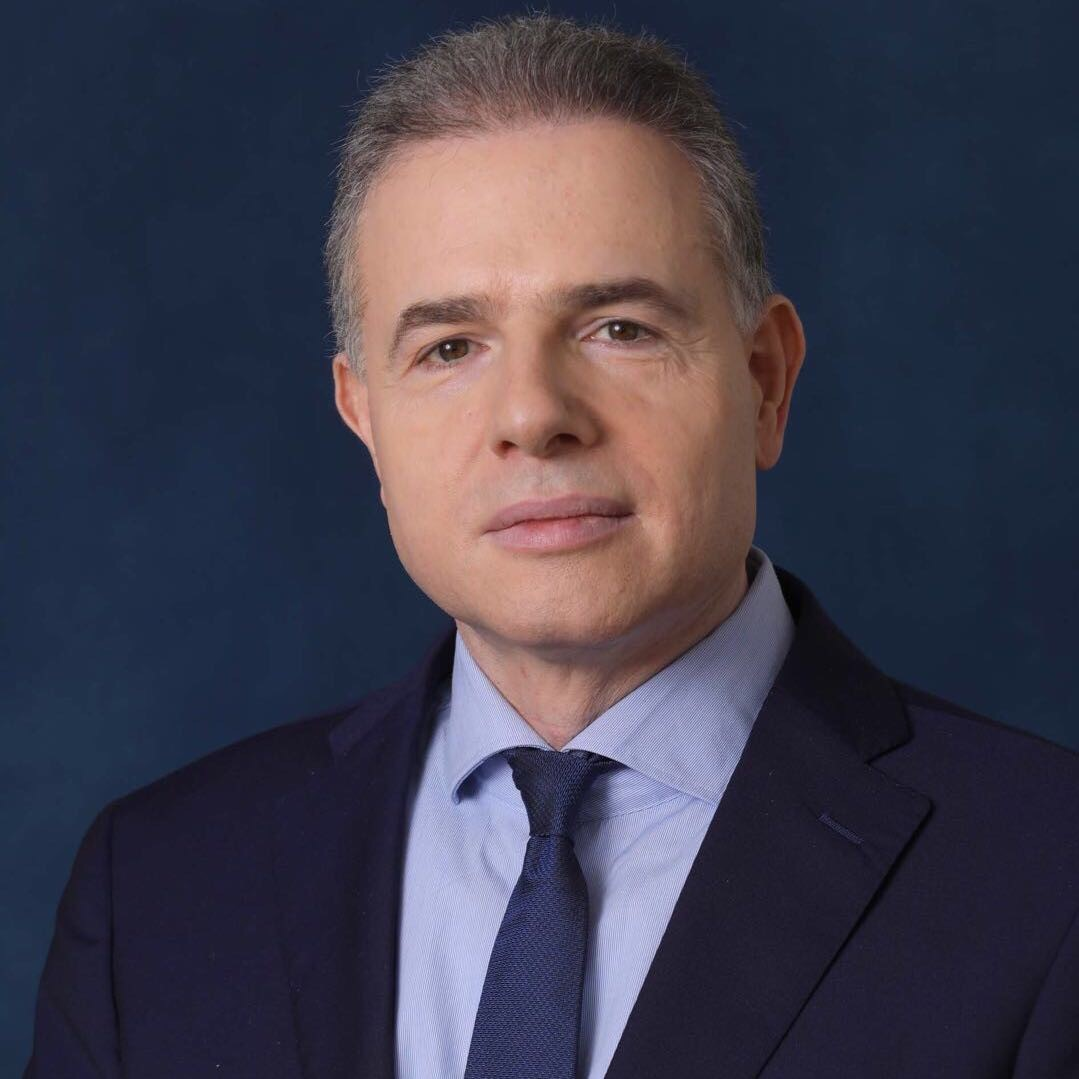
Dan Nave

Dan Nave (hebräisch דן נוה‎, * 21. Juni 1960 in Bnei Brak als Dan Mannheim), Jurist, ist ein früherer Abgeordneter des Likud und ehemaliger Minister für Handel und Wirtschaft in Israel.

## Publikationen
- Dan Naveh, Government Secrets, Yediot Aharonot publishing